# Сенегальская кухня

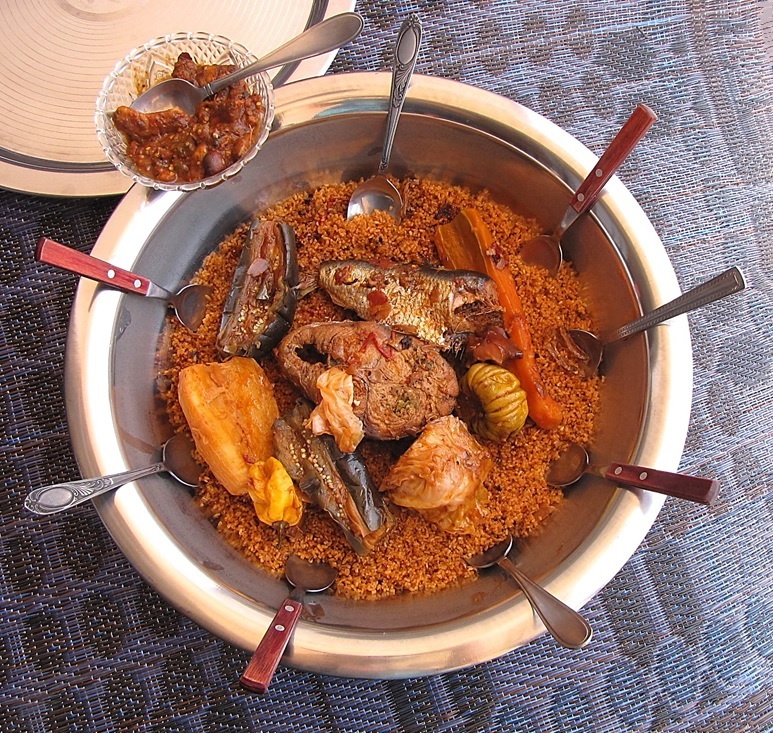
Тьебудьенн с тамариндом

Сенегальская кухня (фр. Cuisine sénégalaise) — традиционная западноафриканская кухня, распространённая на территории Сенегала. Сформировалась под влиянием северо-африканской, французской и португальской кухонь и пищевых предпочтений многочисленных этнических групп Сенегала, крупнейшей из которых является волоф. Большое влияние на сенегальскую кухню оказал ислам.

## Продукты
В сенегальской кухне много блюд из рыбы. При приготовлении пищи используются баранина и говядина, а также мясо курицы. Свинина встречается крайне редко из-за пищевого запрета в исламе. Также используются птичьи яйца, зерновые и бобовые растения — арахис, кус-кус, белый рис, чечевица, горох. Разные овощи. Широко распространено употребление в пищу сладкого картофеля. Мясо и овощи обычно тушат или маринуют с травами и специями, а затем выливают на рис или кус-кус или едят с хлебом.

## Фирменные блюда
Тьебудьенн, или чебу-йен, то есть «рис с рыбой», национальное блюдо Сенегала; состоит из ароматной рыбы, которая маринуется с петрушкой, лимоном, чесноком, луком и другими травами, а затем готовится с томатной пастой и разными овощами, такими, как салат, капуста и морковь. Рис позже добавляется в смесь и приобретает красноватый вид.
Чебу-яп, или «рис с мясом», популярное блюдо у сенегальцев; обычно готовится из говядины (реже, баранины), которую сначала жарят, затем приправляют луком, чесноком, чёрным и красным перцем, солью и другими ингредиентами. Позже в смесь для мяса добавляют воду и горчицу, чтобы дать мясу смягчиться и впитать в себя ароматы специй. Затем в смесь добавляют рис, который, как правило, приправляют зелёными оливками или варёной фасолью.
Чебу-гинар, или «рис с курицей». Готовят, как и чебу-яп; сначала курицу жарят с травами и специями, затем замачивают в воде и горчице. После добавляют рис, который обычно приправляют морковью.
Чебу-герте, или «рис с арахисом». Арахис — экспортный продукт Сенегала. Мясо сначала обжаривают с травами и специями. Затем добавляют арахисовое масло, вместо горчицы, и воду, чтобы мясо впитало вкус арахиса. После добавляют рис. Это блюдо мало известно за пределами Сенегала, потому что готовится сенегальцами в особых случаях.
Чере, блюдо из кус-куса, популярное в Сенегале, Гамбии и Мавритании. Фаттая, местный фастфуд, представляет собой жареное тесто с картофелем фри, густым луковым соусом ясса, жаренным яйцом с добавлением небольшого количества кетчупа и острого соуса.
Одно из самых известных сенегальских блюд — куриная ясса. Также популярна ясса из рыбы. Название этих блюд происходит от традиционного сенегальского маринада ясса, который готовят из лайма или лимона, а также лука, уксуса, растительного масла, чёрного перца и соли. В нём перед приготовлением вымачивается рыба или курица. Ясса с белым рисом — традиционное кушанье для праздничных обедов.

Блюда сенегальской кухни
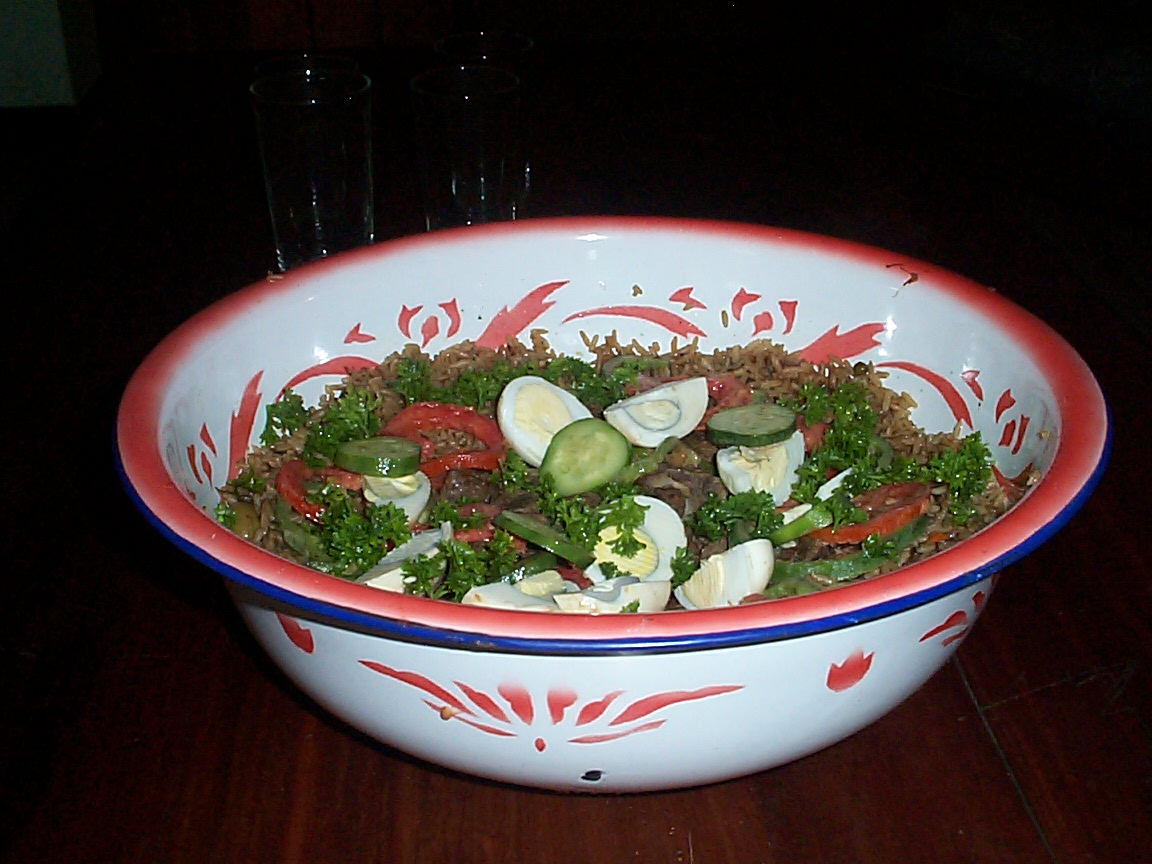
Чебу-яп
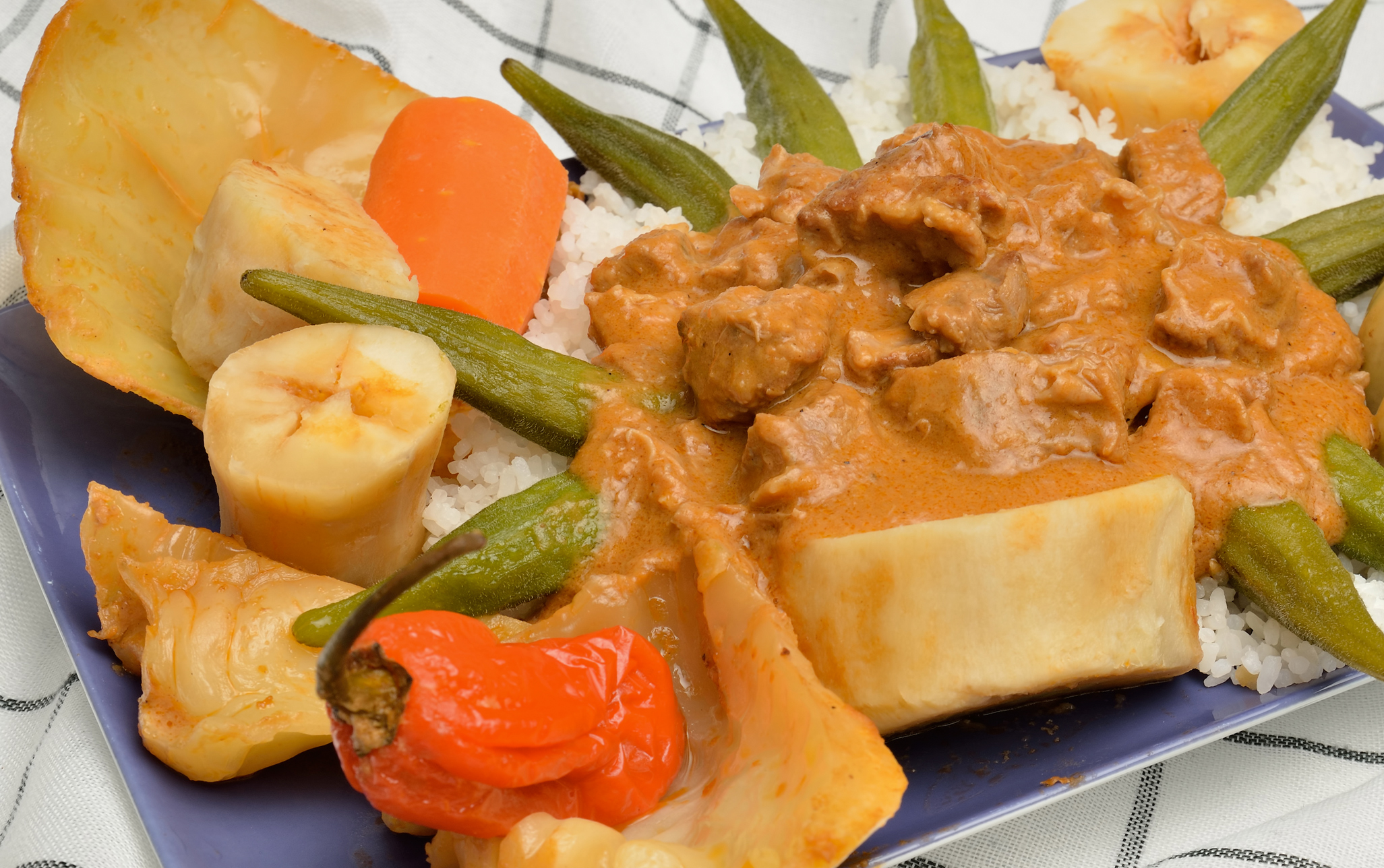
Маафе[фр.]
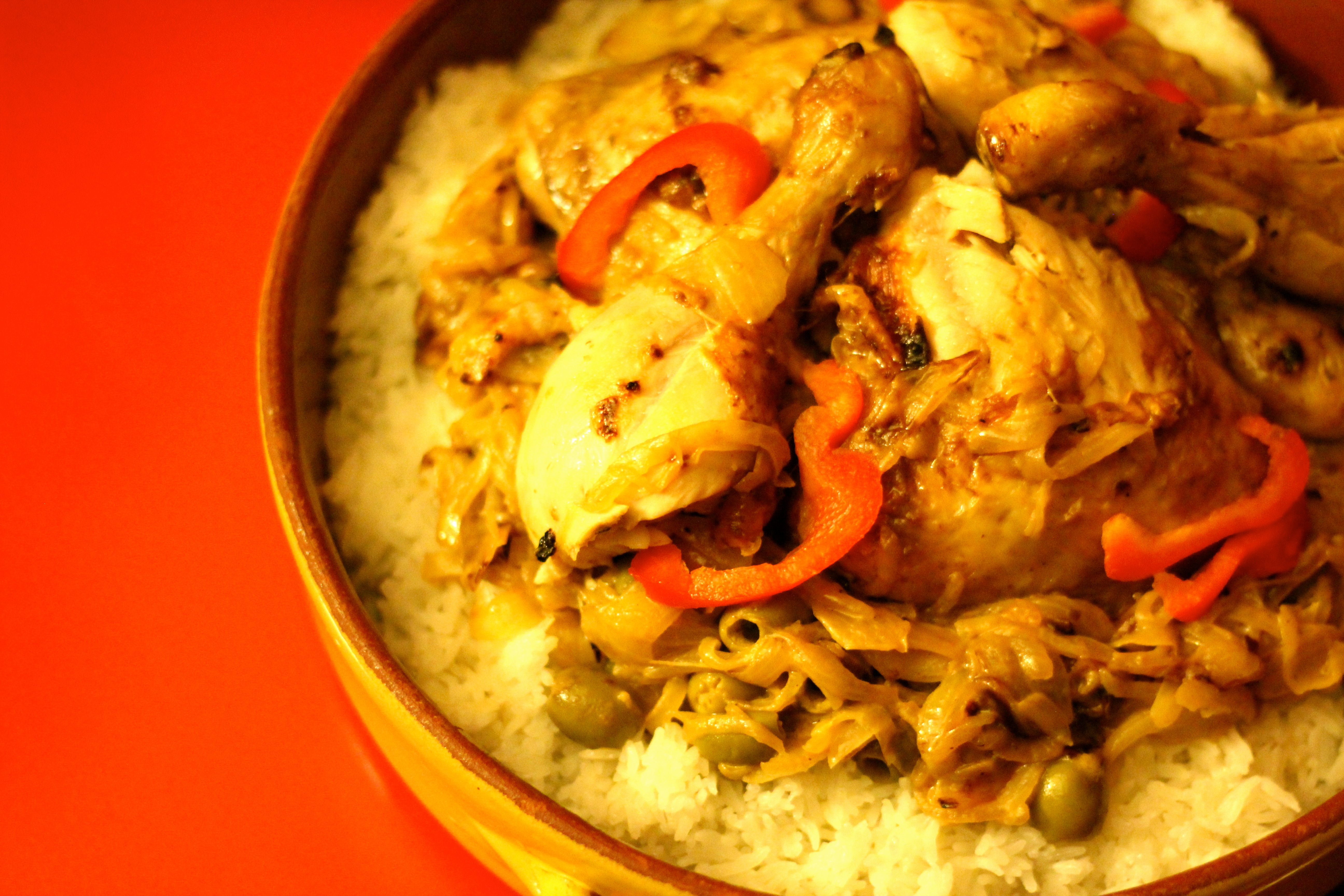
Ясса
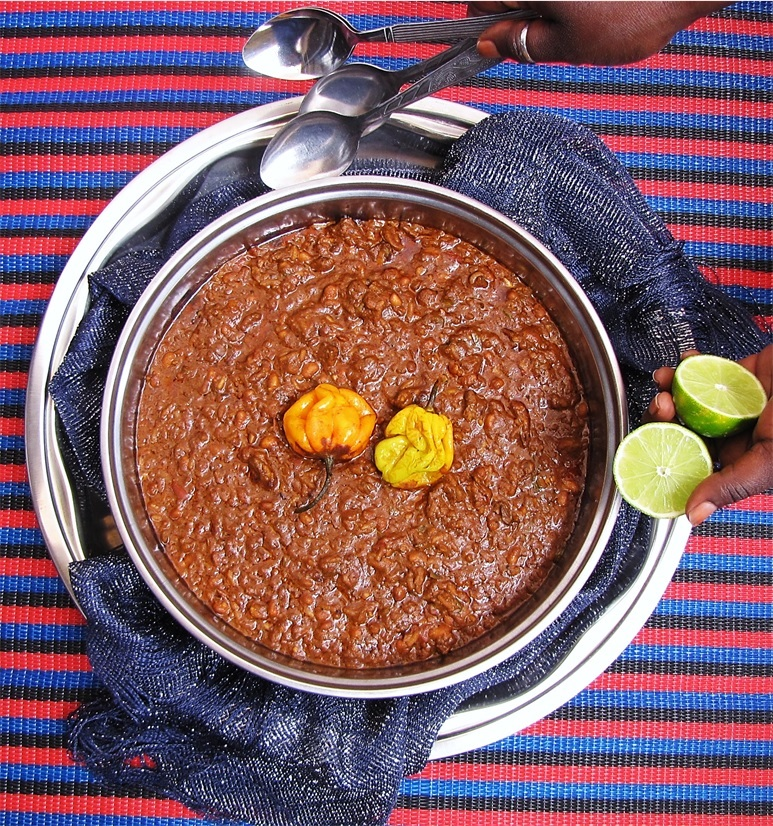
Дахине[фр.]

## Напитки и десерты
Большой популярностью пользуются свежие соки из биссапа, имбиря, буя («буй», или «фруктовый хлеб обезьяны» — плод баобаба), манго и других фруктов, а также соки деревьев, или «короссоль». В очень сладких десертах сенегальской кухни местные ингредиенты сочетаются с экстравагантностью и стилем, привнесёнными французским влиянием. Десерты часто подаются со свежими фруктами и традиционно сопровождаются кофе или чаем. Чай, известный как «аттайя», подаётся в традиционном стиле.